# Стомоняков, Борис Спиридонович
Борис Спиридонович Стомоняков (15 июня 1882, Одесса — 16 октября 1941, Москва) — российский революционер болгарского происхождения, советский дипломат.

## Биография
Родился в Одессе в болгарской семье. В 1900 вступил в РСДРП, большевик. В 1902 привлекает в партию Владимира Антонова-Овсеенко. Во время революции 1905 года жил в Бельгии. При содействии секретаря Международного социалистического бюро (орган II Интернационала) Камиля Гюисманса занимался закупкой оружия на оружейных заводах в Бельгии для поставки его в Россию боевым организациям революционеров. Оказывал помощь в покупке оружия большевистскому боевику Камо, прославившемуся своими экспроприациями. Долгое время находился в эмиграции.
В 1906 вернулся в Россию. Несколько раз арестовывался, но серьёзным преследованиям не подвергался. Во время последовавшей за поражением революции реакцией, в 1910 году, отошёл от революционного движения. В 1915 вернулся в Болгарию, служил в болгарской армии (Болгария в это время находилась в состоянии войны с Россией). 
В 1917 приехал в Россию. Работал по ведомству Наркомата иностранных дел. В 1920—1925 торгпред в Берлине. Осенью 1922 выяснил, что бывшие директора русских заводов Сименса заключили с бывшими владельцами и директорами национализированных предприятий договор о совместных действиях против советского правительства. В 1926—1934 — член коллегии НКИД СССР. 5 февраля 1932 года подписал договор о ненападении между Латвией и СССР, а 4 декабря 1933 — советско-латвийский торговый договор. С 11 мая 1934 — заместитель наркома иностранных дел СССР, курировал дальневосточные дела. 
Узнав о надвигающемся аресте 8 августа 1938 года попытался покончить с собой в своем служебном кабинете, стреляя в область сердца, выжил и был госпитализирован. Официально был арестован 17 декабря 1938 года, в больнице. 
Включен в сталинский расстрельный список от 6 сентября 1940 года. ВКВС СССР признан виновным в создании контрреволюционной троцкистской организации, шпионаже в пользу Германии, Великобритании и Польши и приговорен к расстрелу. Казнён 16 октября 1941. В 1988 реабилитирован.

## Сочинения
- Б. Стомоняков. Заграничная организация по доставке оружия в Россию в 1905 году. // Первая боевая организация большевиков 1905—1907 гг. М.: Издательство «Старый большевик», 1934.